# Vitalij Petrov (pilota automobilistico)
Vitalij Aleksandrovič Petrov (in russo Виталий Александрович Петров?; Vyborg, 8 settembre 1984) è un ex pilota automobilistico russo.

## Carriera

### Gli esordi
Petrov iniziò la sua carriera nel 2001, ma non nei kart come molti altri piloti, bensì nella Lada Cup, in cui rimase anche l'anno seguente dove dominò e vinse tutte le prove acquisendo il massimo dei punti disponibili, 500. Nel 2003 corse nella Formula Renault italiana con l'Euronova Racing, dove terminò diciannovesimo; nello stesso anno, oltre che a partecipare anche ad alcune gare dell'Eurocup Formula Renault 2.0 e alla serie britannica invernale della medesima svoltasi al termine della stagione in cui conquistò anche una vittoria, debuttò nell'Euro Formula 3000 sul Circuito di Cagliari. Nel 2004 partecipò, nel suo Paese, al campionato Lada Revolution, in cui conquistò tutte le pole position, ma fu solo vicecampione; in stagione partecipò anche a qualche gara in Formula Renault e in Euro Formula 3000. Petrov rimase in Russia anche nel 2005, dove vinse il campionato Lada Revolution, con ben 10 successi, e il campionato russo di Formula 1600 con cinque vittorie. Nel 2006 corse nell'Euroseries 3000 con l'Euronova Racing; terminò il campionato terzo, con 9 podi su 18 gare, vincendo all'Hungaroring, al Mugello, a Silverstone e a Barcellona. Nello stesso anno partecipò anche alla gara della Formula Masters tenutasi a Brno partendo dalla pole.

### GP2

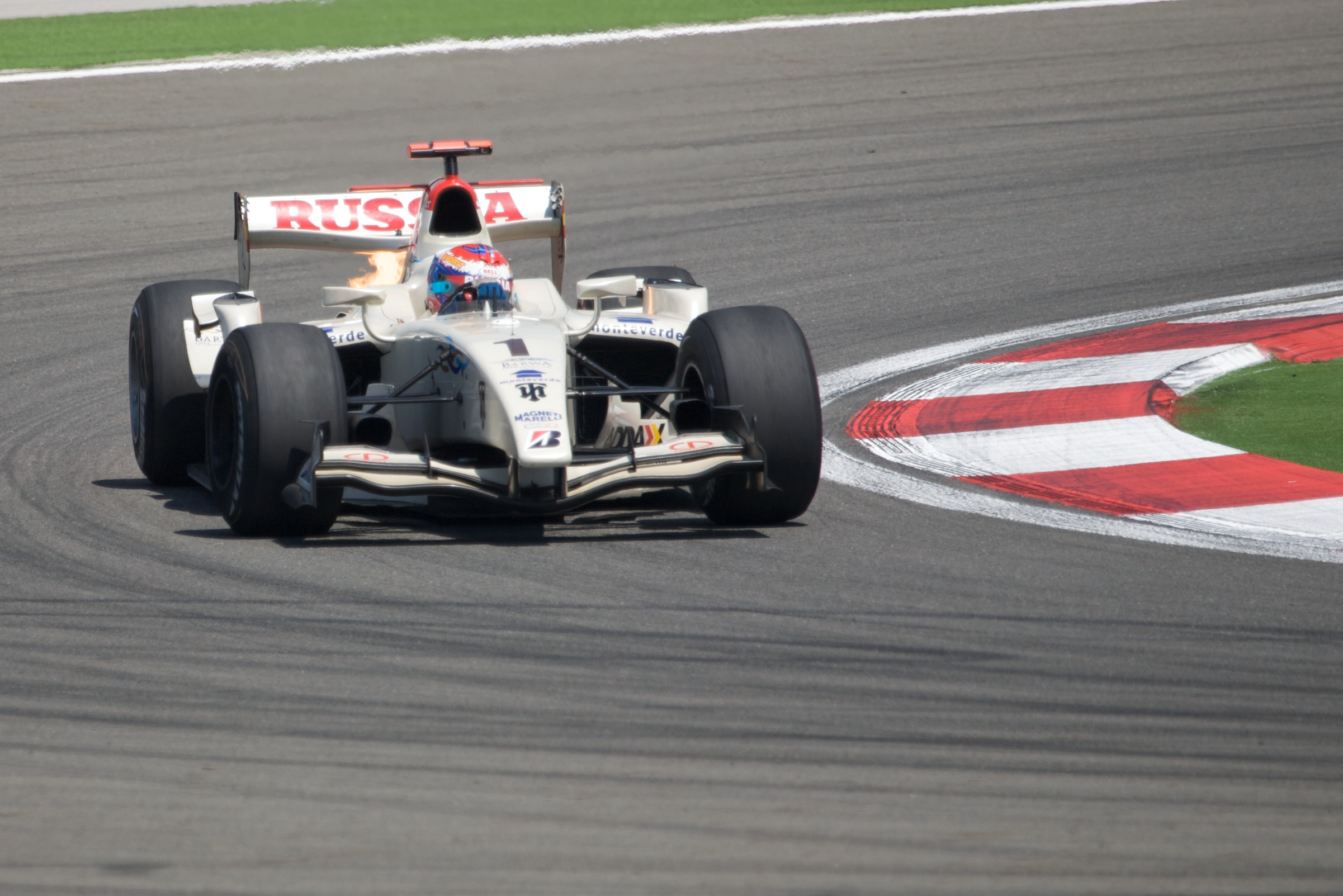
Petrov vince la gara corsa all'Istanbul Park nella stagione 2009 della GP2.

Nella stagione 2006, Petrov fece il suo debutto in GP2 con la David Price Racing, dove rimpiazzò Olivier Pla che aveva perduto la sponsorizzazione della Direxiv a partire dal weekend di Hockenheim. Nella stagione 2007 passò alla Campos Grand Prix, dove trovò come compagno di scuderia Giorgio Pantano; per cinque volte giunse a punti, vincendo anche una gara sul Circuito Ricardo Tormo di Valencia. Nella stagione 2008 partecipa prima alla GP2 Asia, in cui terminò terzo dietro a Romain Grosjean e Sébastien Buemi con una vittoria sul Circuito di Sepang, e poi alla GP2 dove concluse settimo nella generale con una vittoria sul Circuito urbano di Valencia. Nella stagione successiva passò alla Barwa Addax, erede della Campos Grand Prix, con la quale giunse quinto nella GP2 Asia con una nuova vittoria a Sepang e secondo in GP2 alle spalle di Nico Hülkenberg con due vittorie, a Istanbul e a Valencia.

### Formula 1

#### 2010-2011: Renault

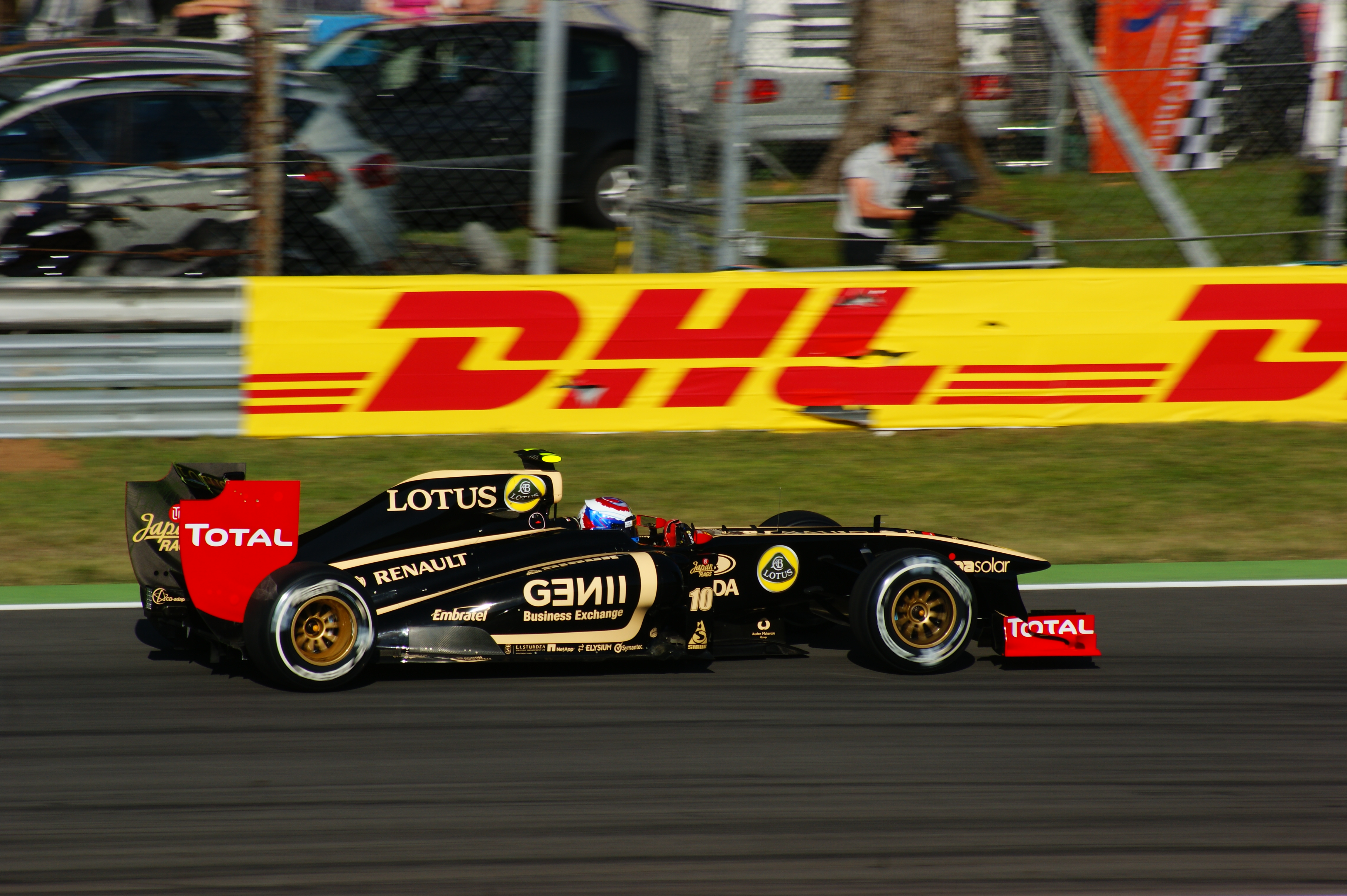
Petrov durante le prove libere del Gran Premio d'Italia 2011

Petrov fu avvicinato ai sedili di scuderie di Formula 1, come Sauber, Renault e Campos per il campionato 2010; il 31 gennaio 2010 è stato indicato pilota titolare per la Renault, diventandò così il primo pilota russo a competere nel campionato della massima formula (vi è stato un solo precedente nel 1948 quando Igor Troubetzkoy partecipò al Gran Premio di Monaco, prima però della creazione del campionato mondiale). Dopo esser stato costretto al ritiro nei primi 3 gran premi della stagione, ha ottenuto i suoi primi punti iridati nel Gran Premio di Cina. Al Gran Premio di Turchia, dopo aver condotto una gara a stretto contatto con l'altra Renault di Robert Kubica e le due Ferrari di Fernando Alonso e Felipe Massa, è entrato in contatto con l'asturiano, che lo stava superando all'esterno, e ha riportato la foratura di una gomma; rientrato ai box per un cambio gomme, ha fatto segnare il giro più veloce della gara. Nell'ultima gara della stagione ad Abu Dhabi si è piazzato al sesto posto. Il 27 marzo 2011, nella prima gara della stagione, grazie al terzo posto in Australia non solo conquista il primo podio della sua carriera in Formula 1 ma anche il primo in assoluto per un pilota russo nella massima serie motoristica. Dopo il piazzamento a podio, Petrov va però a punti appena 7 volte su 18 gare, anche per via della scarsa competitività della sua vettura.

#### 2012: Caterham

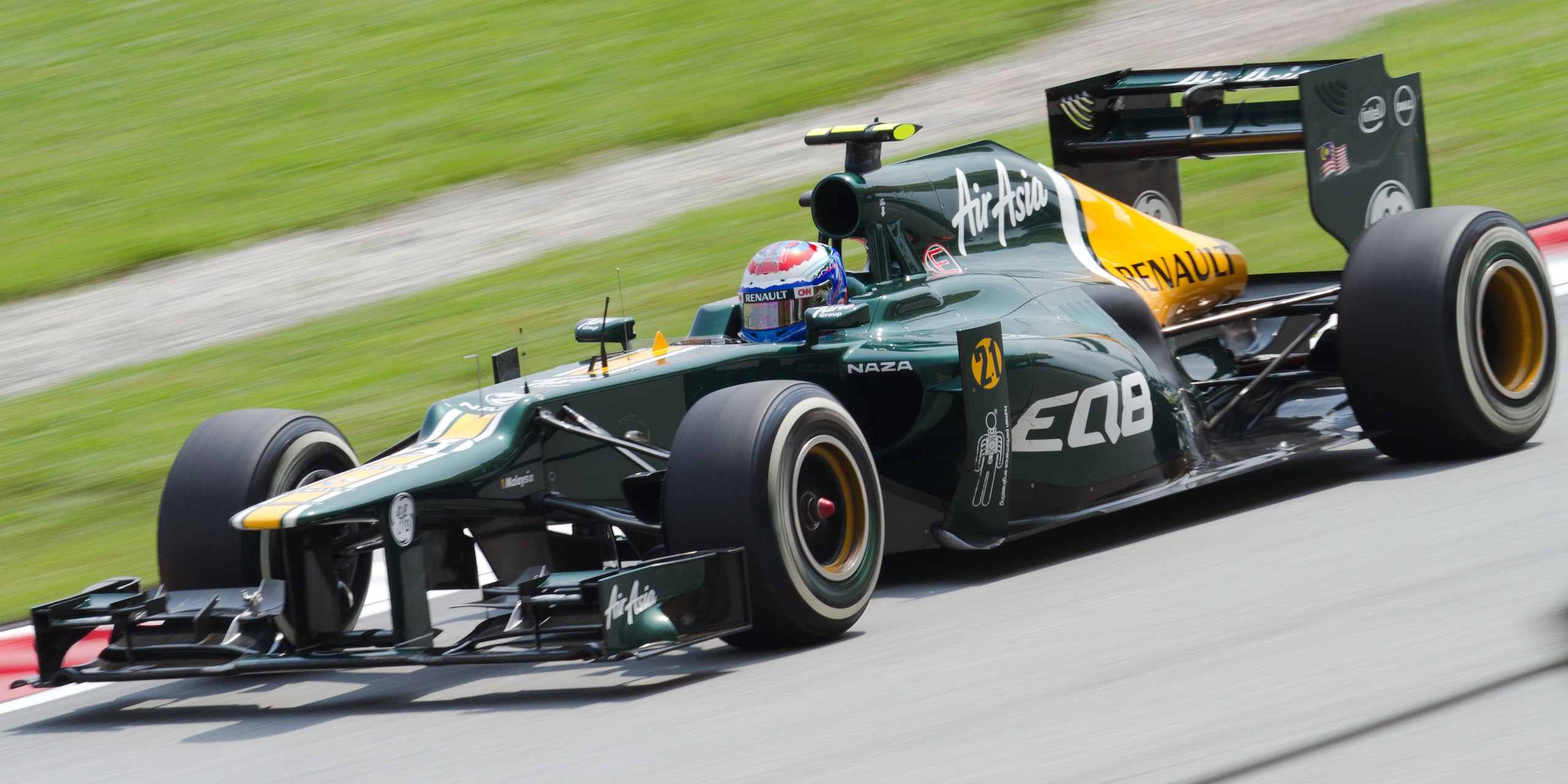
Petrov al Gran Premio della Malesia 2012 a bordo della Caterham

Il 17 febbraio 2012 fu ingaggiato dalla Caterham al posto dell'italiano Jarno Trulli. La vettura si rivelò scarsamente competitiva, relegando Petrov nelle ultime file insieme al compagno di squadra Heikki Kovalainen ed ai piloti di Marussia e HRT. Il pilota russo ottenne il miglior risultato della stagione nell'ultimo gran premio della stagione disputato in Brasile; in questa occasione Petrov tagliò il traguardo in undicesima posizione, cogliendo il miglior risultato della storia della scuderia e permettendole di sopravanzare la Marussia nella lotta per il decimo posto nel campionato costruttori. Grazie a questo risultato il pilota russo chiuse in diciannovesima posizione in classifica piloti, primo dei piloti senza punti. Nel 2013, nessuna scuderia offrì un contratto a Petrov, che dette così l'addio al Circus iridato.

### Dopo la Formula 1

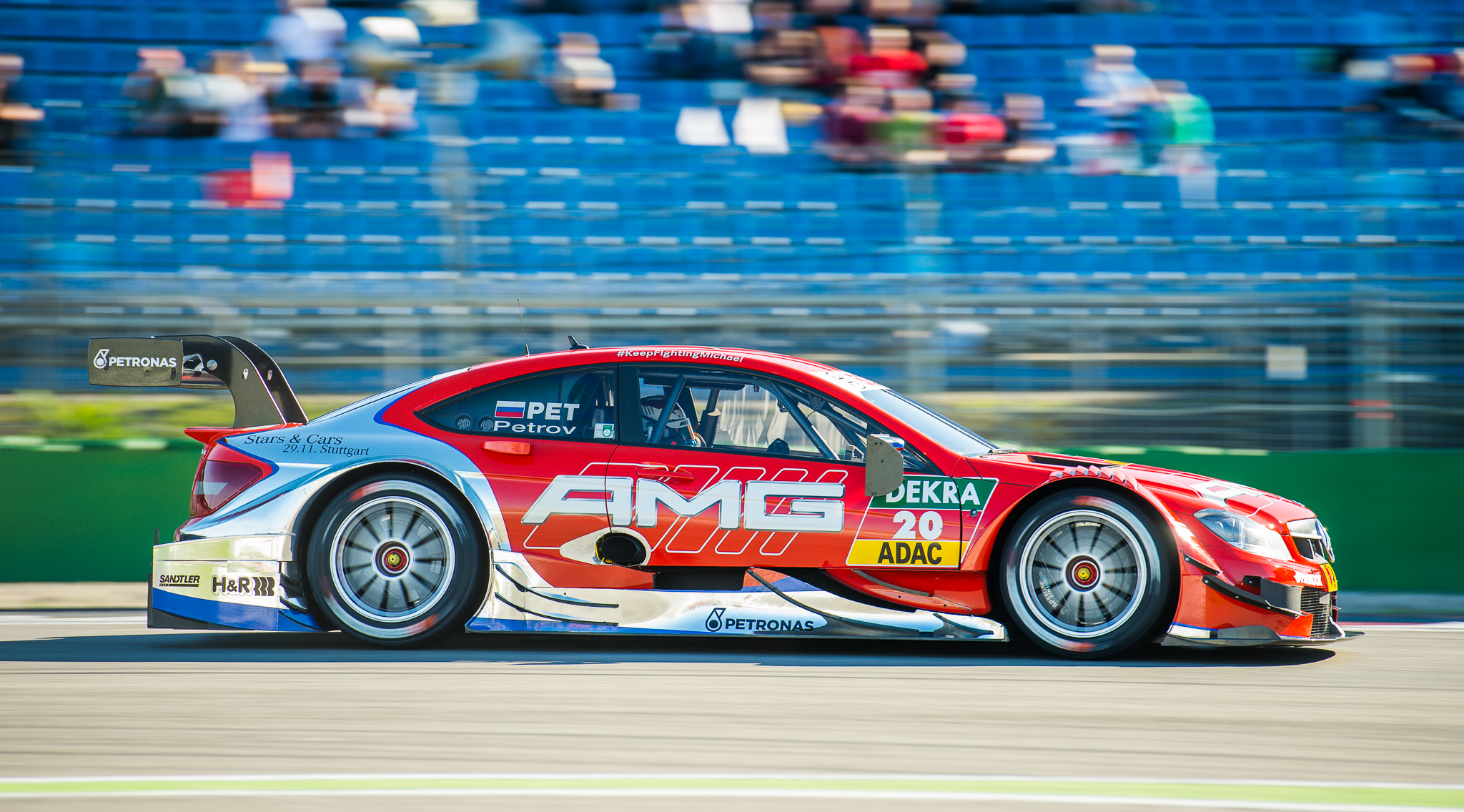
Petrov, Deutsche Tourenwagen Masters 2014 - Hockenheimring

Conclusa l'esperienza nella massima serie motoristica, nel 2014 passa nel campionato DTM alla guida di una Mercedes del team Mücke Motorsport. Dal 2016 al 2019 correva nel WEC, prima con il CEFC Manor TRS Racing e poi con il team SMP Racing. Da lì in poi, non ha più partecipato a nessuna gara.
Dal Gran Premio del Portogallo 2020 è nominato quale commissario aggiunto per la gara da parte della FIA. È la prima volta che il russo ricopre questo ruolo in un weekend di gara. A causa di un lutto familiare, è costretto a lasciare il ruolo subito dopo le qualifiche. Per la gara viene sostituito dal portoghese Bruno Correia, pilota della safety car della Formula E e del campionato WTCR, il quale anche lui ricopre, per la prima volta, questo ruolo.

## Risultati

### Risultati GP2
| Stagione       | Scuderia          | N. | Corse | Pole | Vittorie | Punti | Pos. |
| -------------- | ----------------- | -- | ----- | ---- | -------- | ----- | ---- |
| 2006           | DPR Direxiv       | 20 | 8     | 0    | 0        | 0     | 28º  |
| 2007           | Campos Grand Prix | 24 | 21    | 0    | 1        | 21    | 13º  |
| Asia 2008      | Campos Grand Prix | 5  | 10    | 1    | 1        | 33    | 3º   |
| 2008           | Campos Grand Prix | 5  | 20    | 0    | 1        | 39    | 7º   |
| Asia 2008-2009 | Barwa Campos      | 5  | 11    | 0    | 1        | 28    | 5º   |
| 2009           | Barwa Addax       | 1  | 20    | 2    | 2        | 75    | 2º   |

### Risultati F1
| 2010 | Scuderia | Vettura |     |     |     |   |    |    |    |    |    |    |    |   |   |    |    |     |     |    |   |  | Punti | Pos. |
| ---- | -------- | ------- | --- | --- | --- | - | -- | -- | -- | -- | -- | -- | -- | - | - | -- | -- | --- | --- | -- | - |  | ----- | ---- |
| 2010 | Renault  | R30     | Rit | Rit | Rit | 7 | 11 | 13 | 15 | 17 | 14 | 13 | 10 | 5 | 9 | 13 | 11 | Rit | Rit | 16 | 6 |  | 27    | 13º  |

| 2011 | Scuderia | Vettura |   |    |   |   |    |     |   |    |    |    |    |   |     |    |   |     |    |    |    |  | Punti | Pos. |
| ---- | -------- | ------- | - | -- | - | - | -- | --- | - | -- | -- | -- | -- | - | --- | -- | - | --- | -- | -- | -- |  | ----- | ---- |
| 2011 | Renault  | R31     | 3 | 17 | 9 | 8 | 11 | Rit | 5 | 15 | 12 | 10 | 12 | 9 | Rit | 17 | 9 | Rit | 11 | 13 | 10 |  | 37    | 10º  |

| 2012 | Scuderia | Vettura |     |    |    |    |    |     |    |    |    |    |    |    |    |    |    |    |    |    |    |    | Punti | Pos. |
| ---- | -------- | ------- | --- | -- | -- | -- | -- | --- | -- | -- | -- | -- | -- | -- | -- | -- | -- | -- | -- | -- | -- | -- | ----- | ---- |
| 2012 | Caterham | CT01    | Rit | 16 | 18 | 16 | 17 | Rit | 19 | 13 | NP | 16 | 19 | 14 | 15 | 19 | 17 | 16 | 17 | 16 | 17 | 11 | 0     | 19º  |

| Legenda | 1º posto     | 2º posto | 3º posto    | A punti         | Senza punti/Non class.  | Grassetto – Pole position Corsivo – Giro più veloce |
| Legenda | Squalificato | Ritirato | Non partito | Non qualificato | Solo prove/Terzo pilota | Grassetto – Pole position Corsivo – Giro più veloce |

### 24 Ore di Le Mans
| Anni | Team                  | Co-Piloti                         | Vettura                    | Classe | Giri | Pos. | Class Pos. |
| ---- | --------------------- | --------------------------------- | -------------------------- | ------ | ---- | ---- | ---------- |
| 2007 | Noël del Bello Racing | Romain Ianetta Liz Halliday       | Courage LC75-AER           | LMP2   | 198  | Rit  | Rit        |
| 2016 | SMP Racing            | Kirill Ladygin Viktor Shaytar     | BR Engineering BR01-Nissan | LMP2   | 353  | 7º   | 3º         |
| 2017 | CEFC Manor TRS Racing | Roberto Gonzáles Simon Trummer    | Oreca 07-Gibson            | LMP2   | 152  | Rit  | Rit        |
| 2018 | SMP Racing            | Mikhail Aleshin Jenson Button     | BR Engineering BR1-AER     | LMP1   | 315  | Rit  | Rit        |
| 2019 | SMP Racing            | Mikhail Aleshin Stoffel Vandoorne | BR Engineering BR1-AER     | LMP1   | 379  | 3º   | 3º         |

### Campionato del mondo endurance
| Anno    | Squadra               | Classe | Vettura                    | SIL | SPA | LMS | NÜR | MEX | COA | FUJ | SHA | BHR | Punti | Pos. |
| ------- | --------------------- | ------ | -------------------------- | --- | --- | --- | --- | --- | --- | --- | --- | --- | ----- | ---- |
| 2016    | SMP Racing            | LMP2   | BR Engineering BR01-Nissan | 8   | 9   | 3   | 6   | Rit | 6   | 10  | 7   | 8   | 63    | 9°   |
| Anno    | Squadra               | Classe | Vettura                    | SIL | SPA | LMS | NÜR | MEX | COA | FUJ | SHA | BHR | Punti | Pos. |
| 2017    | CEFC Manor TRS Racing | LMP2   | Oreca 07-Gibson            | 7   | 8   | Rit | 7   | 8   | Rit | 7   | 5   | 5   | 46    | 18°  |
| Anno    | Squadra               | Classe | Vettura                    | SPA | LMS | SIL | FUJ | SHA | SEB | SPA | LMS |     | Punti | Pos. |
| 2018-19 | SMP Racing            | LMP1   | BR Engineering BR1-AER     | 5   | Rit | Rit | 4   | 3   | 3   | 3   | 3   |     | 94    | 4°   |